# ASPTT Lyon
L'ASPTT Lyon est un club omnisports basé à Lyon, fondé en 1907. Il a pris le nom de « ASPTT Grand Lyon » en 2002.
La section tennis de table de l'ASPTT Lyon a évolué durant plusieurs saisons en première division nationale avec l'équipe féminine, notamment dans les années 1980 ou elles termineront à de nombreuses reprises à la deuxième place du championnat sans jamais remporter le titre suprême, puis en 1997, date de leur dernière apparition dans l'élite.
Le club compte dans ses rangs plusieurs champions de France dans la section natation (Martine Claret en 1972, Geneviève Pierron en 1985) et en marathon.  La section marathon a remporté 5 années consécutives le titre national par équipe.
La section lutte a connu avec Serge Robert et Franck Abrial deux vice-champions du monde en 1981.

## Sections sportives
L'ASPTT Grand Lyon regroupe les activités suivantes:
- Club de voile planche à voile - ASPTT Voile Meyzieu Décines Lyon (dériveur)
- Club de ski - ASPTT Grand Lyon SKI à saint-Priest (Ski alpin, ski nordique, ski randonnée)
- Club de volley-ball, Badminton Kidisport - ASPTT Grand Lyon St-Priest
- Club d'athlétisme - ASPTT Grand Lyon Course Sur Route
- Club de cyclotourisme - ASPTT Grand Lyon Cyclotourisme
- Club de tennis Lyon Saint-Priest
- Club de golf Lyon St-Priest - ASPTT Grand Lyon GOLF

et aussi canyoning, escalade, gymnastique, randonnée pédestre, raquettes à neige, trekking, football, pétanque, tennis de table, plongée sous-marine, boules lyonnaises, etc.